# Bogen (stad)

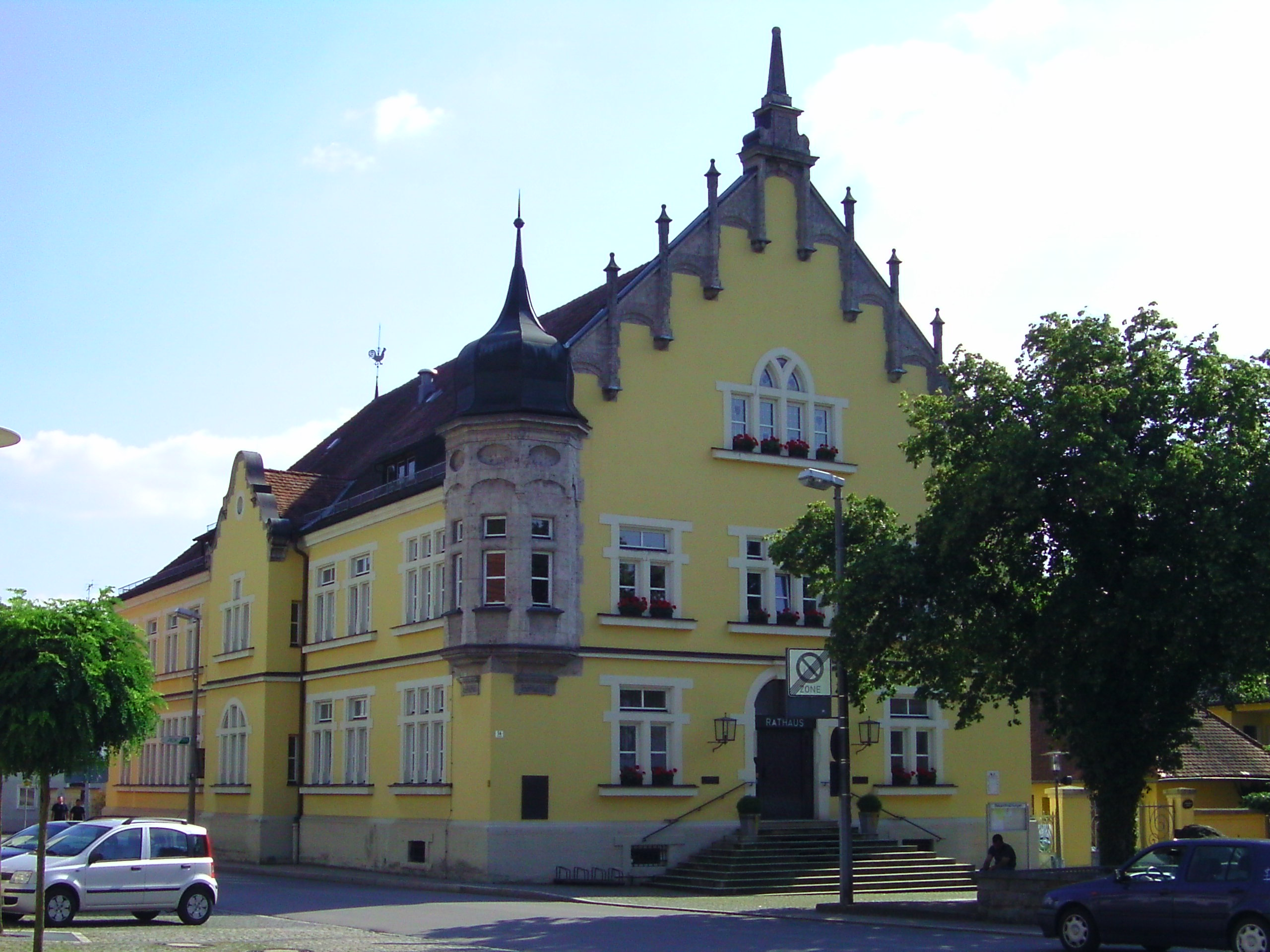
Het stadhuis van Bogen

Bogen is een stad en gemeente in de Duitse deelstaat Beieren, en maakt deel uit van het Landkreis Straubing-Bogen.
Bogen telt 10.085 inwoners.
Bogen ligt aan de noordelijke oever van de Donau. Twee beken, de ten westen van Bogen lopende Kinsach en de Bogenbach, monden te Bogen uit in de Donau.

## Stadsindeling
Een veel gebruikte indeling van de gemeente is die in 5 Gemarkungen (voorheen, tot 1972-1978, zelfstandige gemeenten): Bogen, Bogenberg, Degernbach, Oberalteich en Pfelling.
Bogen bestaat officieel echter uit liefst 77 stadsdelen (Gemeindeteile):
- De hoofdplaats, het stadje Bogen
- de 4 parochiedorpen (Pfarrdörfer) Bogenberg, Degernbach, Oberalteich en Pfelling
- de 15 dorpen zonder eigen kerkgebouw (Dörfer): Bärndorf (bij afrit 107 van de A3), Brandlberg, Breitenweinzier, Einfürst, Furth (met industrieterrein), Grafenberg, Großlintach, Haid, Hörabach, Kleinlintach, Muckenwinkling, Niedermenach, Rankam, Waidholz en Waltersdorf
- de 20 gehuchten (Weiler): Anning, Dörfling, Eben, Frammelsberg, Freundorf, Hofweinzier, Iglhaft, Irrn, Liepolding, Mitterbühl, Mühlthal, Nesselbach, Ohmühl, Rainfurt, Stephling, Trudendorf, Unterfreundorf, Unterpischlsberg, Unterwieden en Weingraben
- de 37 Einöden[2] Autsdorf, Edenhofen, Edt, Frath, Fröschlhof, Gottesberg, Grubhof, Grubhöh, Häuselberg, Haushof, Hinterschida, Hofstadt, Hohenried, Hutterhof, Lenach, Lohhof, Metzgerhof, Mittermühl, Mitterschida, Muggenthal, Niederried, Oberfreundorf, Obermenach, Oberpischlsberg, Oberried, Oberwieden, Ödhof, Oppersdorf, Osterberg, Sandhof, Stegholz, Stegmühl, Vorderschida, Waidbach, Weidenhofen, Weiherhäusl en Weinberg.

Van al deze plaatsjes hebben alleen Bogen zelf en Furth meer dan 1.000 inwoners.

## Infrastructuur

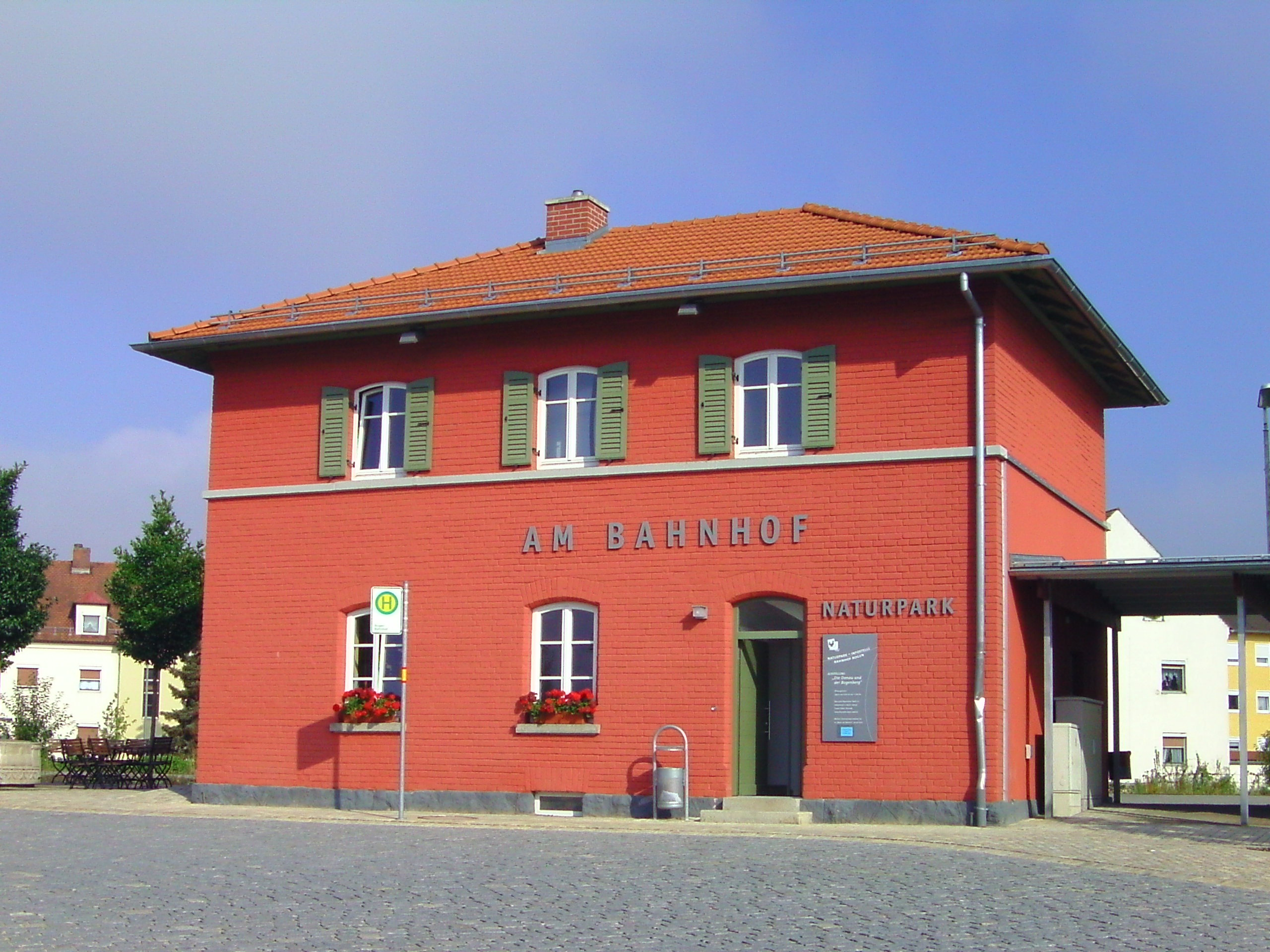
Voormalig stationsgebouw te Bogen
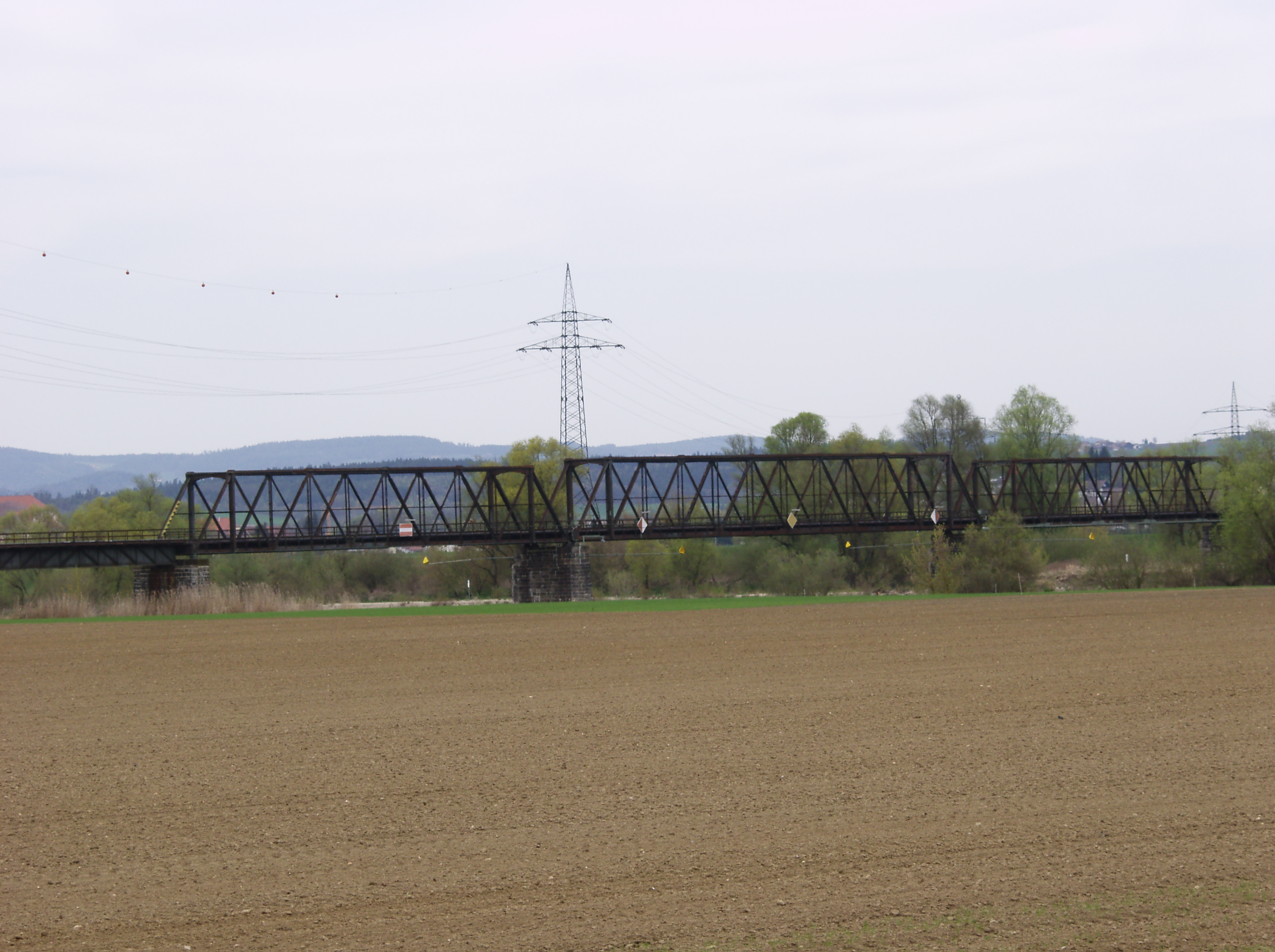
Spoorbrug over de Donau bij Bogen
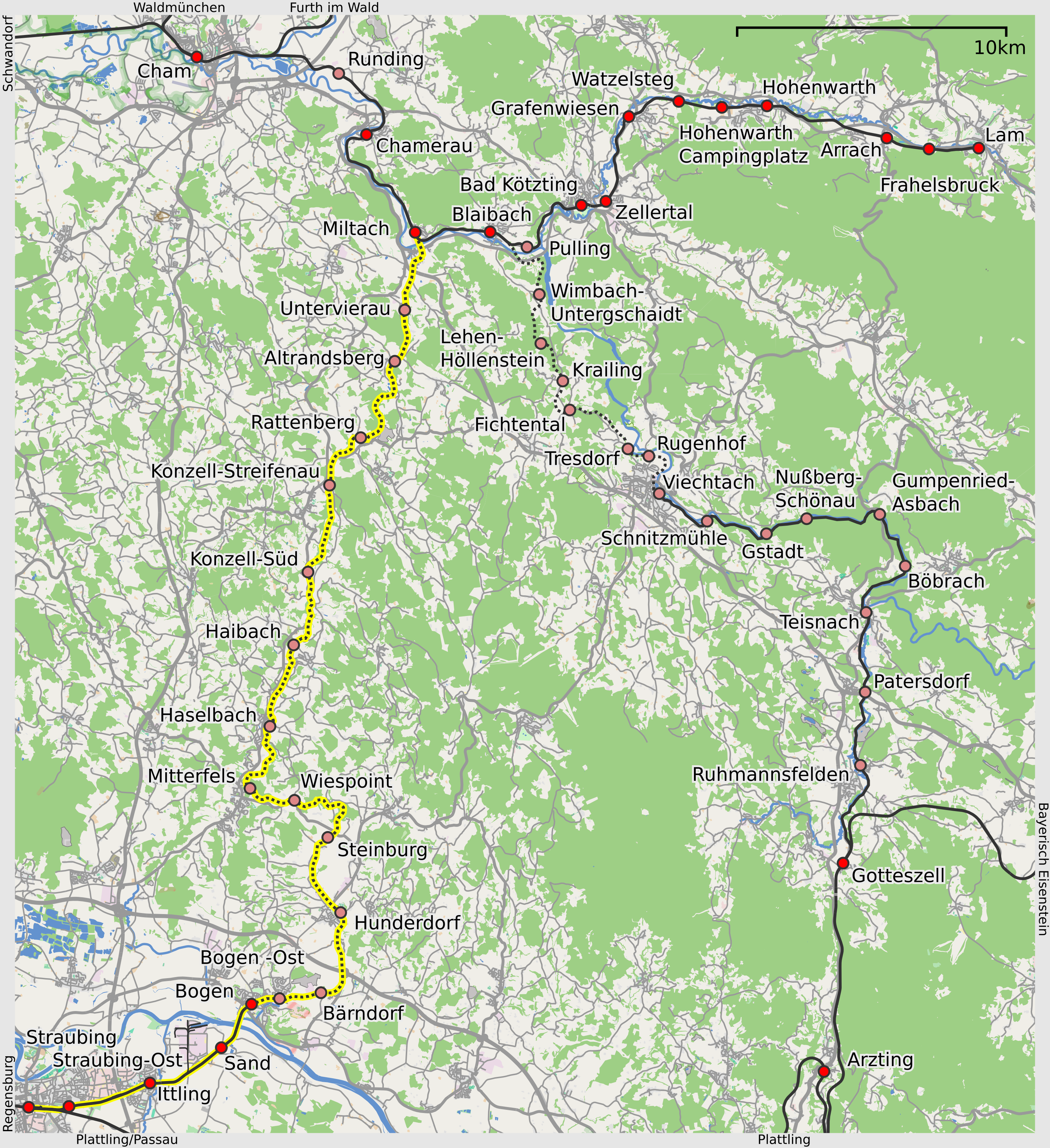
Verloop spoorlijn

Het stadje heeft een spoorwegverbinding met het minder dan 10 kilometer ten zuidwesten ervan gelegen Straubing. De spoorlijn liep tot 1984 de andere kant uit door naar Miltach, werd wegens onvoldoende reizigersaanbod gesloten en heeft inmiddels plaats gemaakt voor een toeristisch fietspad (zie gele stippellijn op bovenstaande kaart).
Bij het dorpje Bärndorf, enkele kilometers ten noordoosten van het stadje, bevindt zich afrit 107 van de Autobahn A3.

## Economie
- Het stadje heeft een grote kippenslachterij.
- Ten noordwesten van Bogen, bij het dorp Furth en het ten noordelijk daarvan gelegen kleinere dorp Niedermenach, bevindt zich een tamelijk uitgestrekt bedrijventerrein, waar talrijke kleine industriële ondernemingen zijn gevestigd, o.a. in de sectoren metaal (lastechniek).
- Direct ten oosten van het stadje staat een kleiner industrieterrein, met o.a. een fabriek van Deceuninck (kunststof kozijnen e.d.). Ten zuiden van dit industrieterrein staat het kleine ziekenhuis van Bogen.
- Ten oosten van het centrum van Bogen is sinds 1958 een belangrijke kazerne van de landmacht der Bundeswehr gevestigd. Deze is een van de belangrijkste werkgevers van de gemeente.
- De bedevaarten en het toerisme dragen in niet onbelangrijke mate bij aan het bestaan van winkels, horecabedrijven, campings e.d. in de gemeente.

## Bedevaarten, toerisme

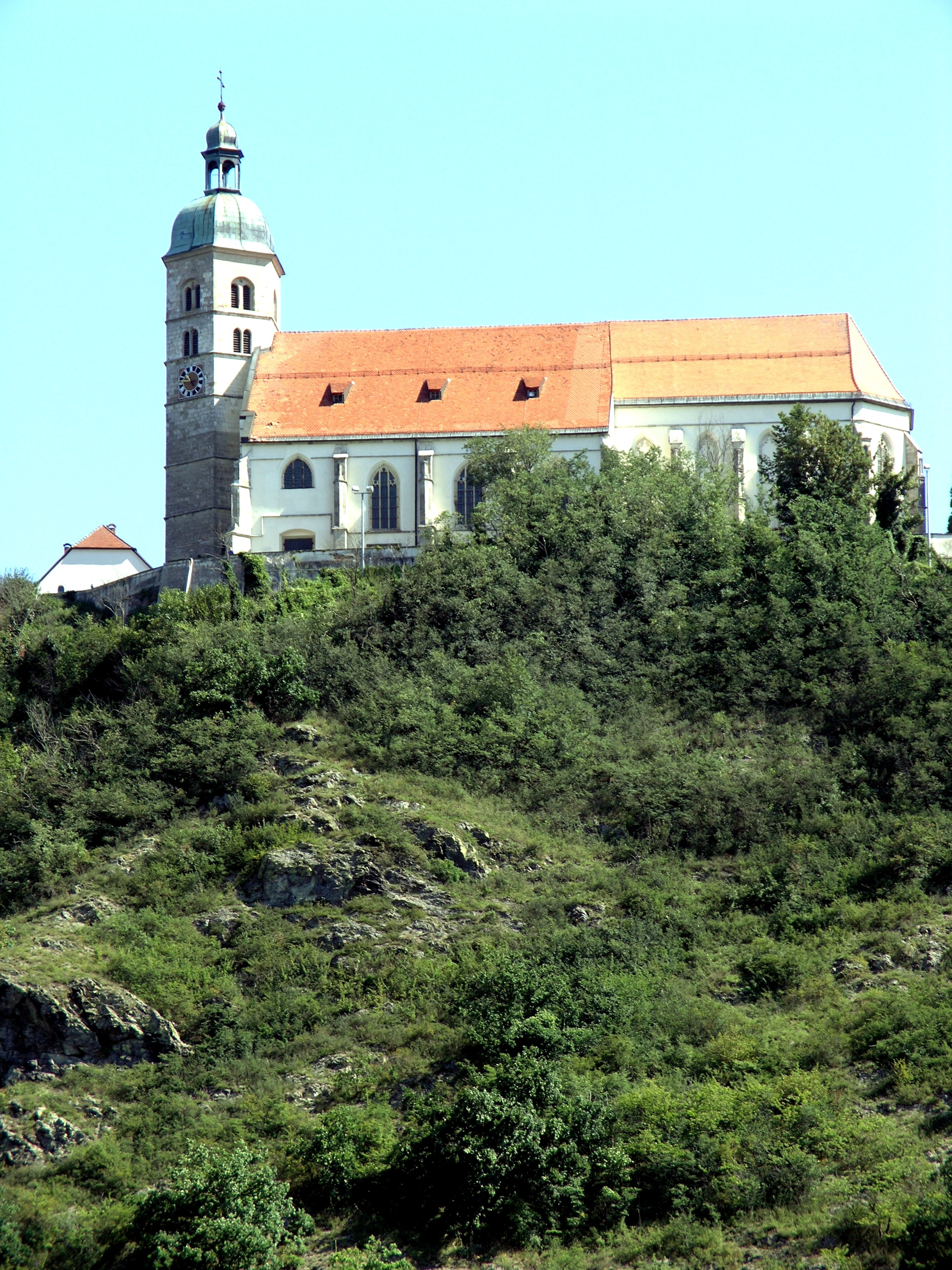
Bedevaartkerk Maria Hemelvaart, Bogenberg
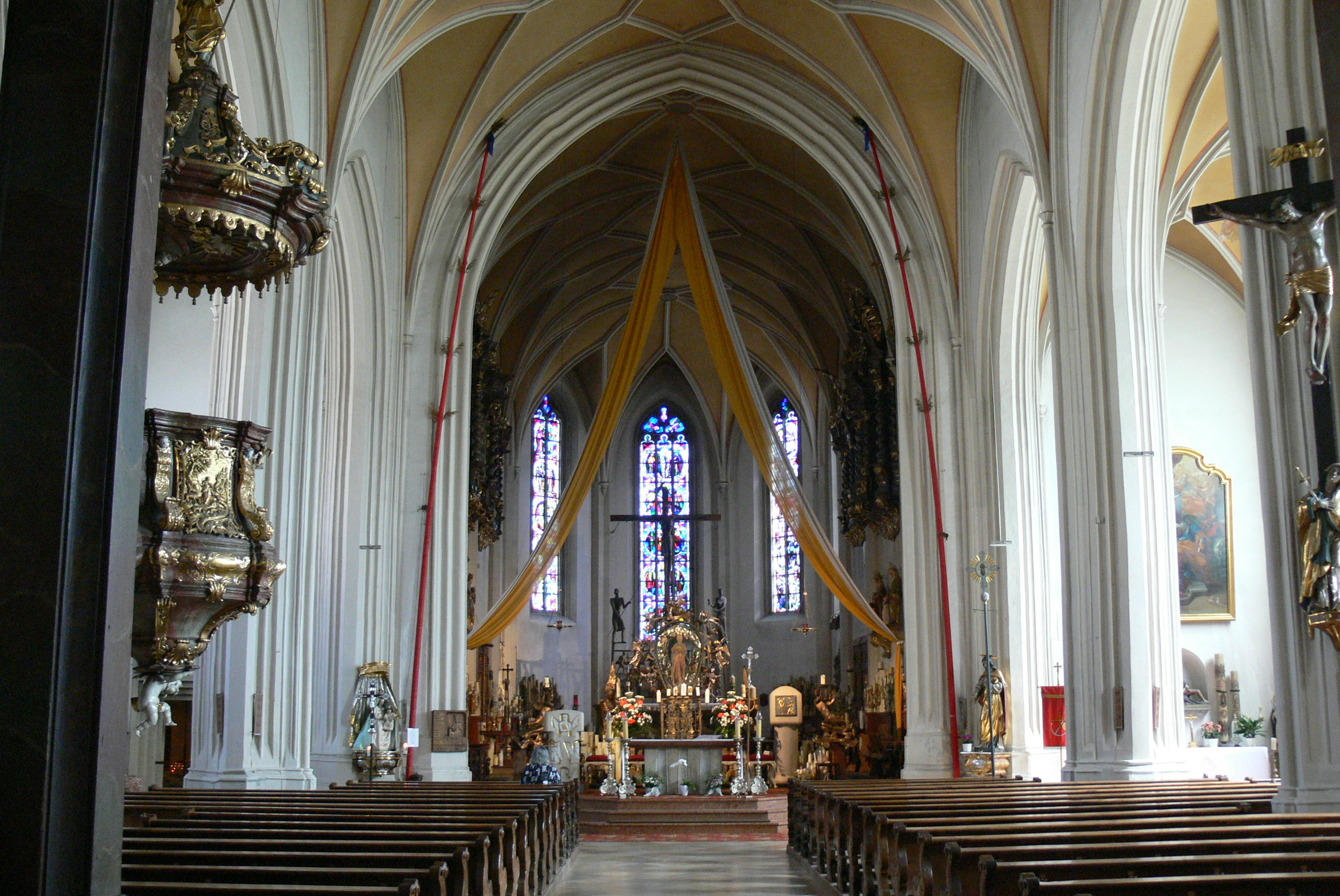
Interieur van deze kerk

De plaats is een van de oudste en belangrijkste Maria-bedevaartsoorden van Beieren. De 12e-eeuwse bedevaartskerk staat op de heuvel Bogenberg, die 100 meter boven het Donaudal uitrijst. In het godshuis staan twee stenen Mariabeelden, die onderwerp van verering zijn. Een van die beelden stelt de Heilige Maagd voor, terwijl zij zwanger is van Jezus. De meeste bedevaarten zijn in de maanden mei en augustus, en rond Pinksteren en de rooms-katholieke feestdagen Maria-Tenhemelopneming en Heilig Kruisvinding.
Ten noorden van het stadje is in 2012 een gezamenlijk Duits-Tsjechisch initiatief gerealiseerd met de naam Europapark Bayern-Böhmen (Beieren-Bohemen). Het is een uitgestrekt park, met gelegenheid voor uiteenlopende dagrecreatie en met aandacht voor de geschiedenis van de folklore in de regio.
Het streekmuseum van de gemeente is gevestigd in de pastorie (Pfarrstadel) naast de bedevaartskerk van Bogenberg.
Enkele van de tot de gemeente behorende dorpjes hebben een bezienswaardig kerkje met een interieur in barok- of rococo-stijl. Zie ook onderstaande afbeeldingen. Met name is de voormalige kloosterkerk van Oberalteich of Oberaltaich, ten westen van Bogen, vermeldenswaardig. In het middenschip van dit godshuis heeft de 18e-eeuwse kunstenaar Joseph Anton Merz kunsthistorisch interessante plafondschilderingen aangebracht.

## Geschiedenis

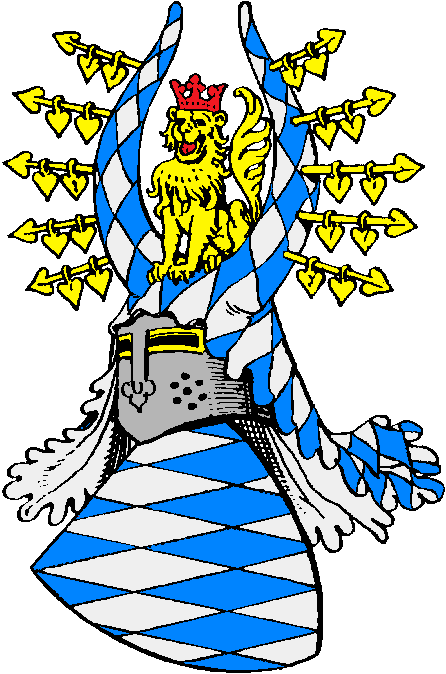
Wapen van de Graven van Bogen
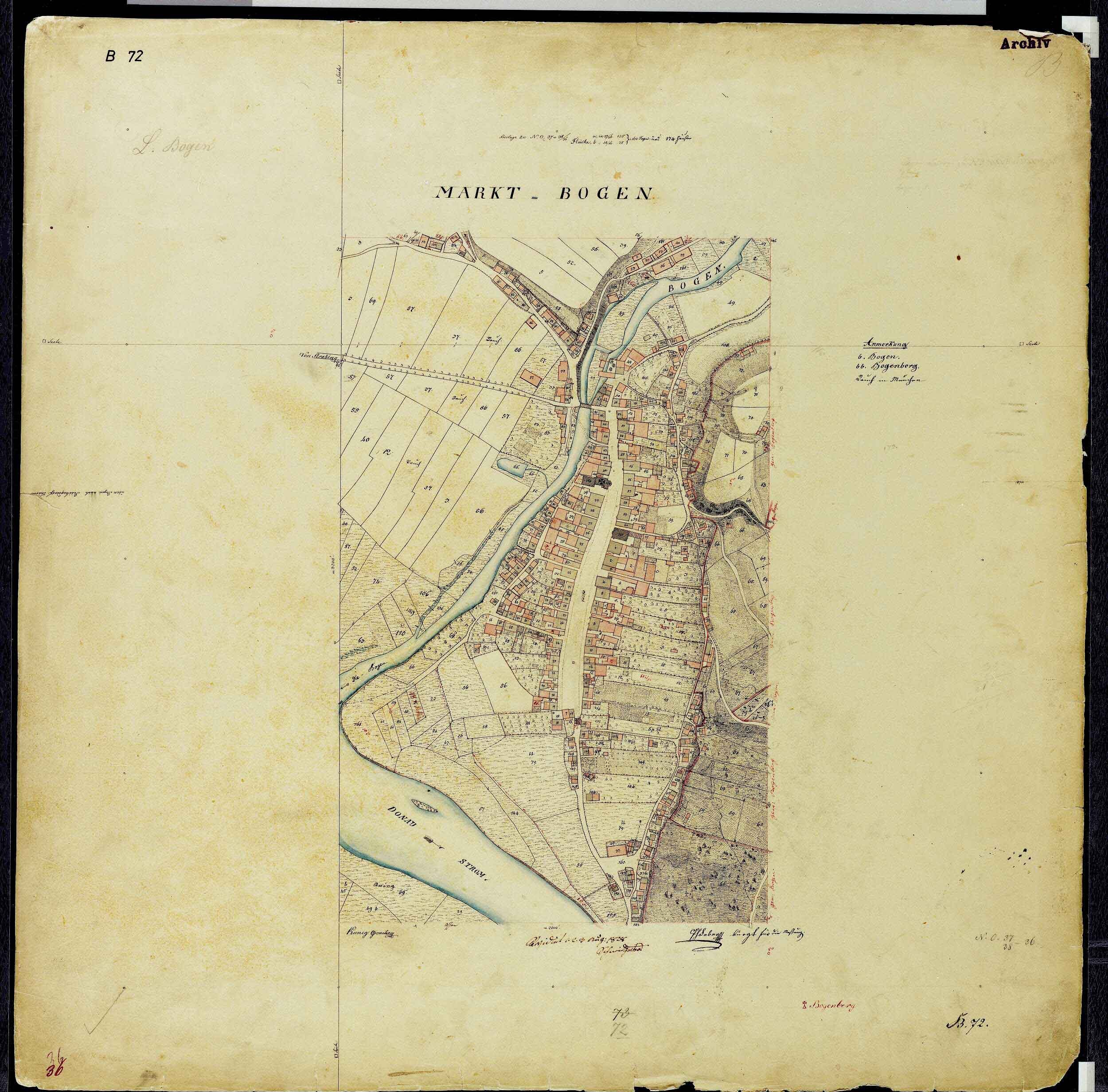
Plattegrond van Bogen uit 1828
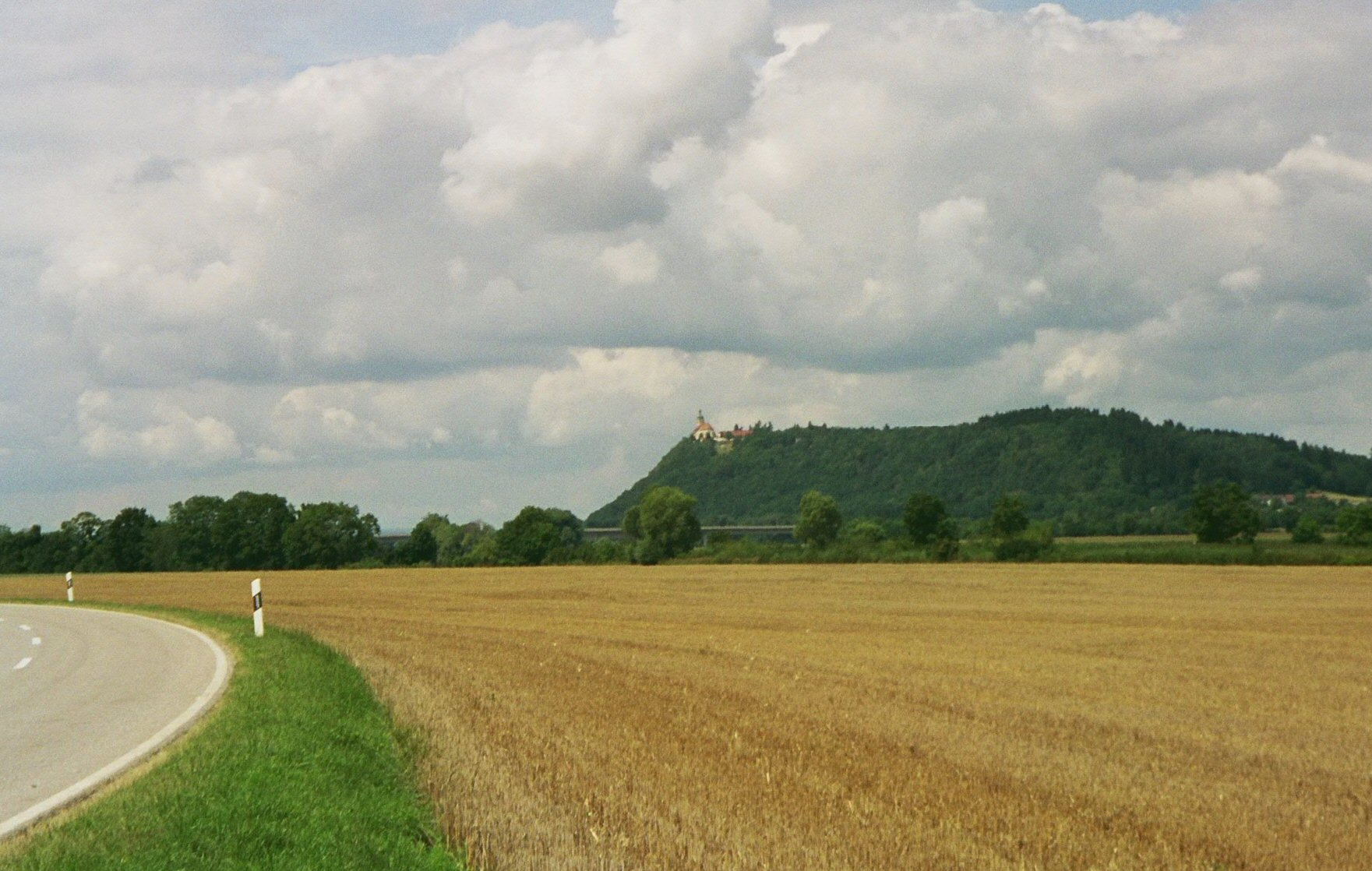
De heuvel Bogenberg

Reeds vanaf 1104 is Bogen doel van bedevaarten naar de Bogenberg, waar nog steeds de bedevaartskerk staat. De Bogenberg was van oudsher ook strategisch belangrijk om het scheepvaartverkeer over de Donau te beheersen. Deze bedevaarten, en dus de toeloop van klanten voor de plaatselijke herbergen e.d., bezorgden Bogen, met name in de 15e en 18e eeuw, economische bloei.
In de 12e en 13e eeuw was Bogen de residentie van de Graven van Bogen. Toen dit adellijke geslacht in 1242 uitstierf, erfde het Huis Wittelsbach het graafschap en het familiewapen. In dit wapen kwamen de eigenaardige blauwwitte ruiten voor het eerst voor, die later overgingen op het wapen van geheel Beieren. Aan dit ruitmotief is een kleine permanente expositie in het plaatselijke streekmuseum gewijd.
In 1341 verwierf Bogen het marktrecht en werd zo een zogenaamde Markt. Bogen was toen een marktplaatsje met huizen, gegroepeerd rondom de 400 x 30 meter grote Stadtplatz; een stadsbeeld, dat tot op de huidige dag bewaard is gebleven.
In 1895 verkreeg Bogen aansluiting op het spoorwegnet, waarna zich, vooral na de Tweede Wereldoorlog, verscheidene kleine industrieën in het stadje vestigden. In 1952 werd door de regering van Beieren aan Bogen het recht toegekend, zich stad te noemen.

## Geboren
- Max Eberl (1973), voetballer en sportbestuurder

## Afbeeldingen

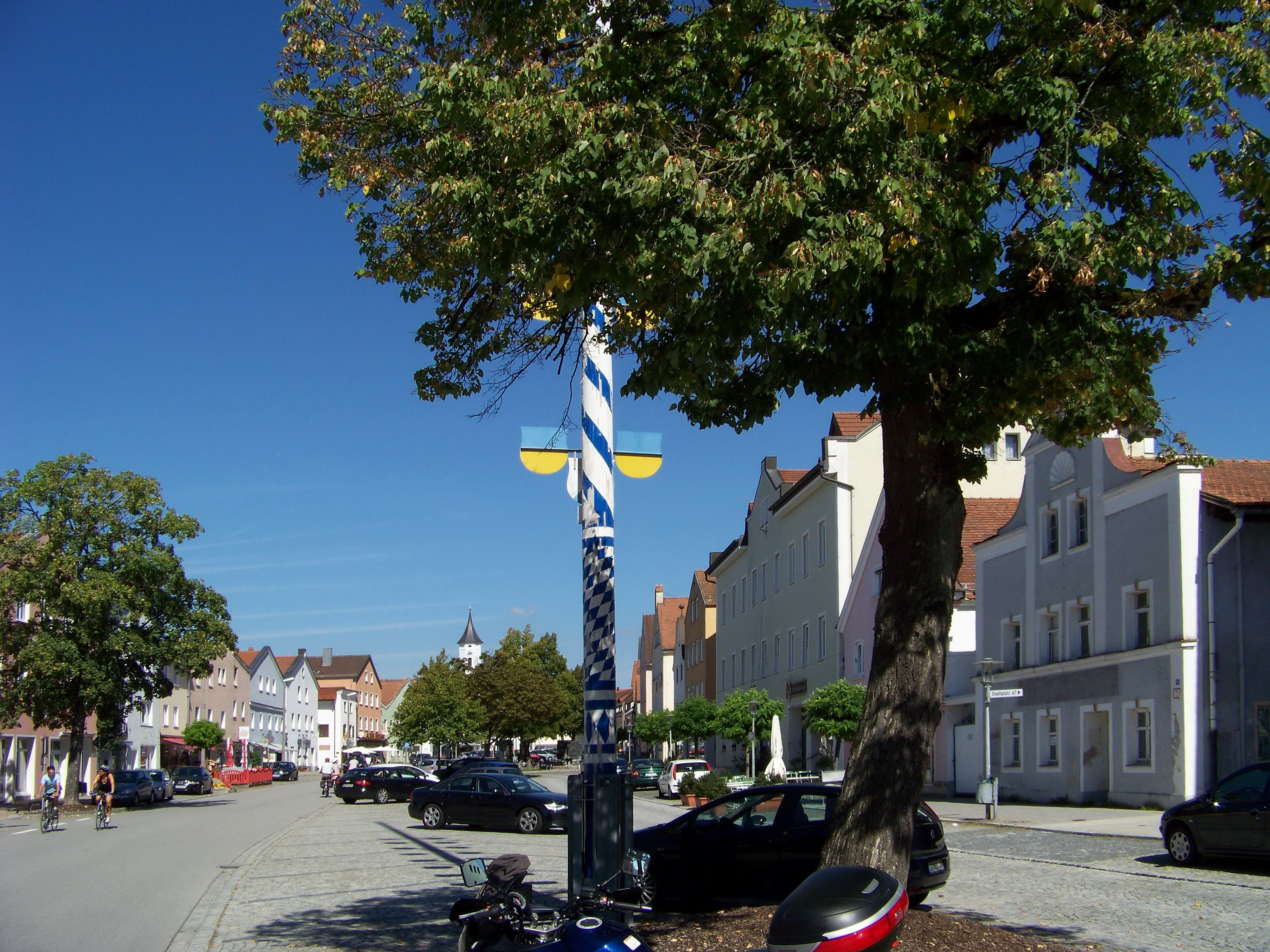
Huizen aan de Stadtplatz
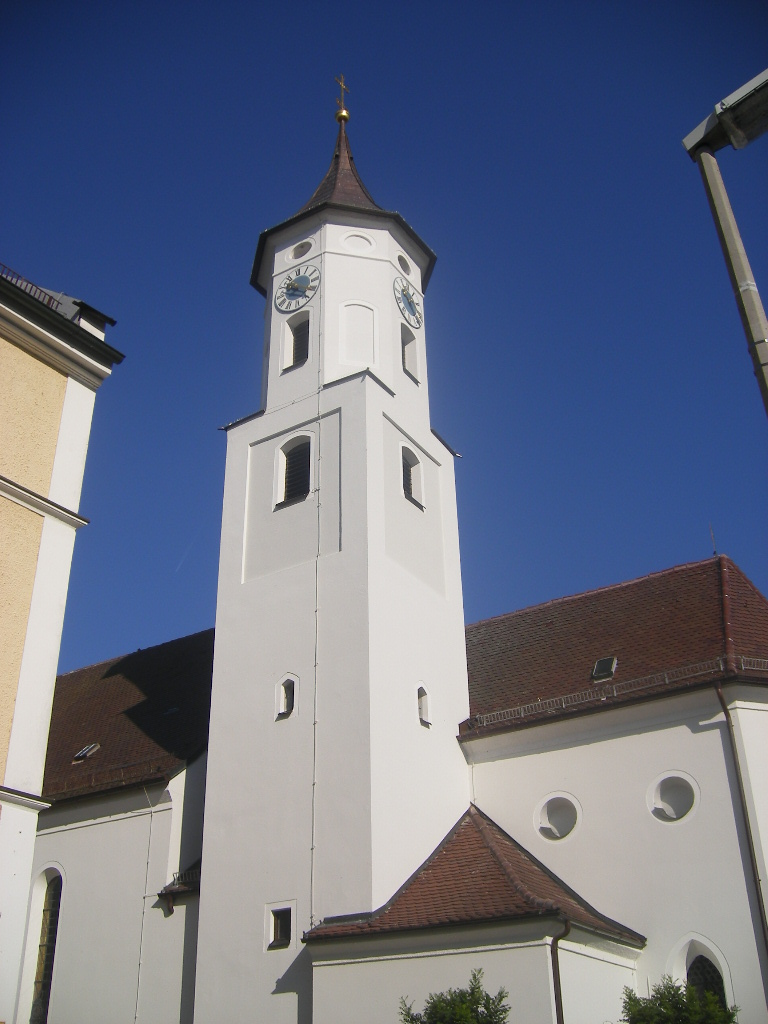
Stedelijke parochiekerk St. Florian
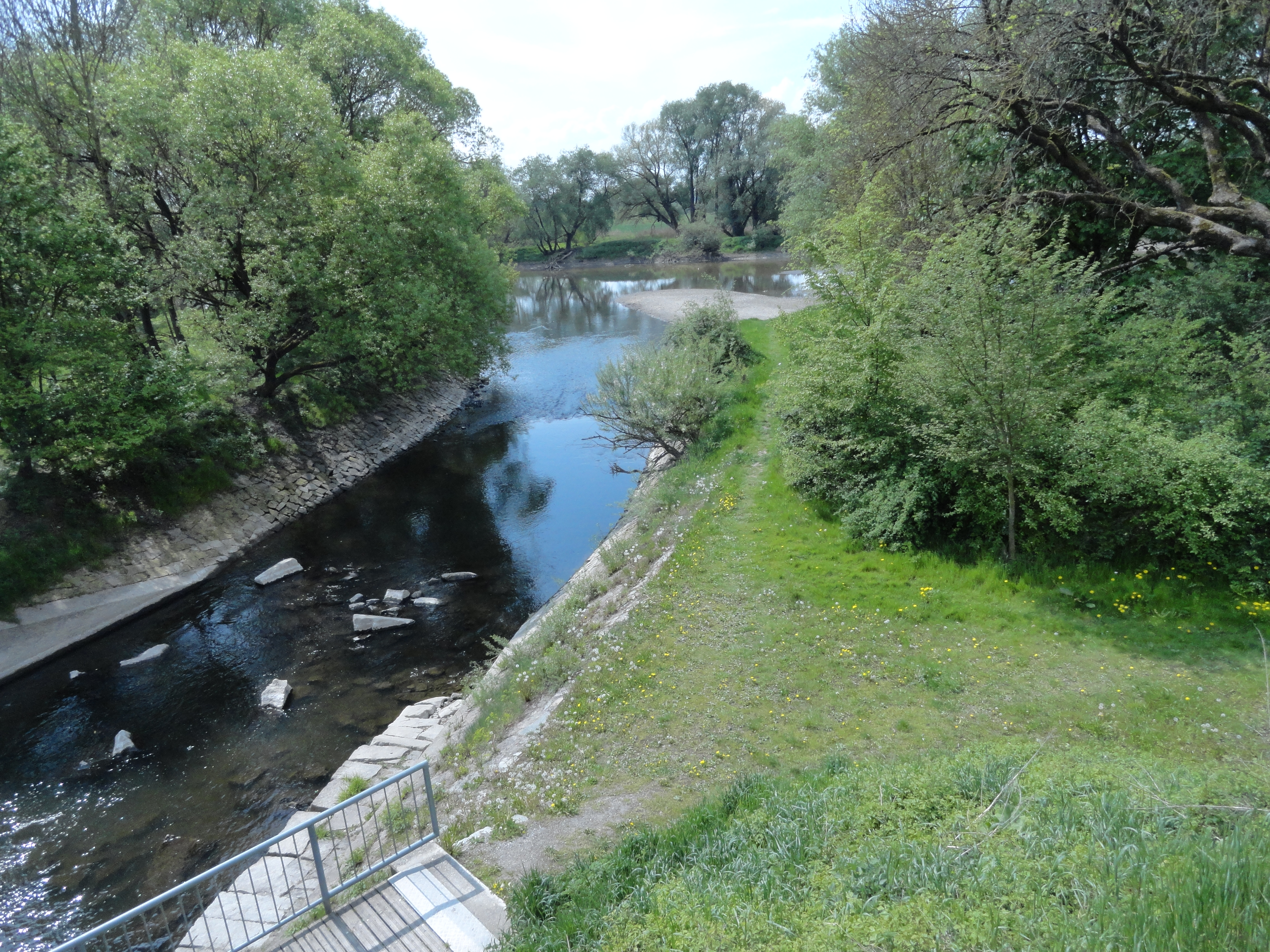
Monding van de Bogenbach in de Donau
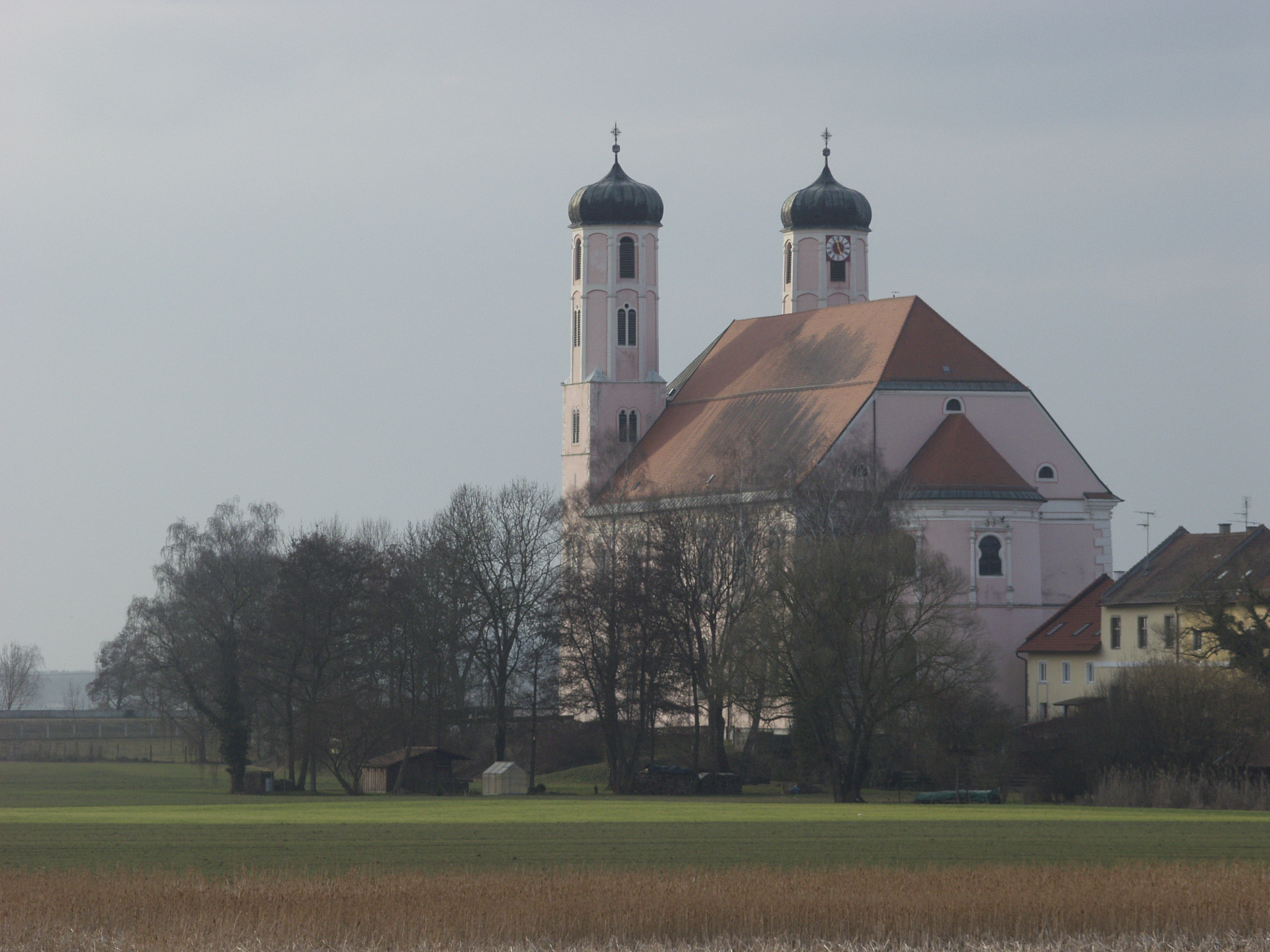
Oberalteich, voormalig benedictijner klooster
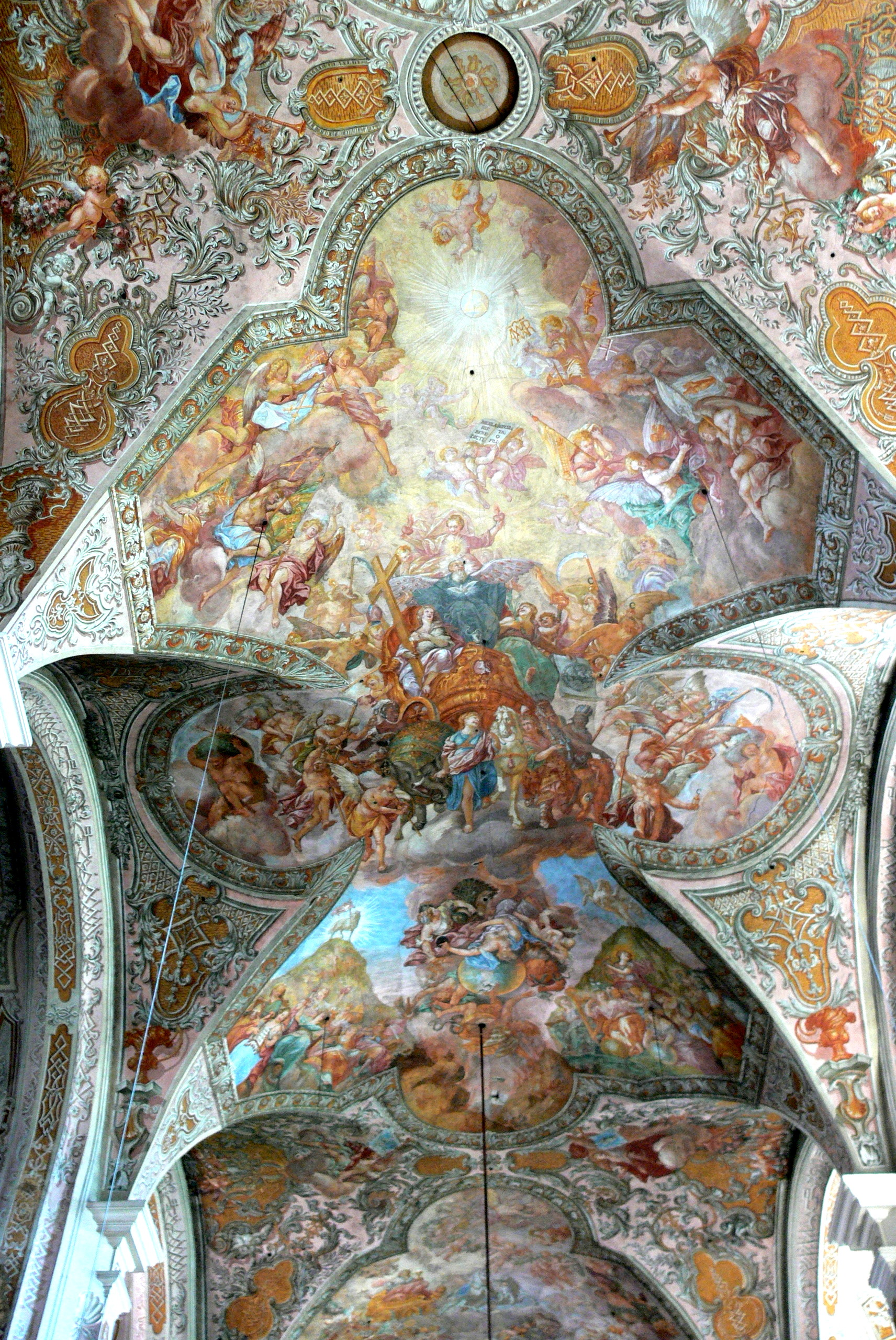
Fresco's in de kloosterkerk van Oberaltaich
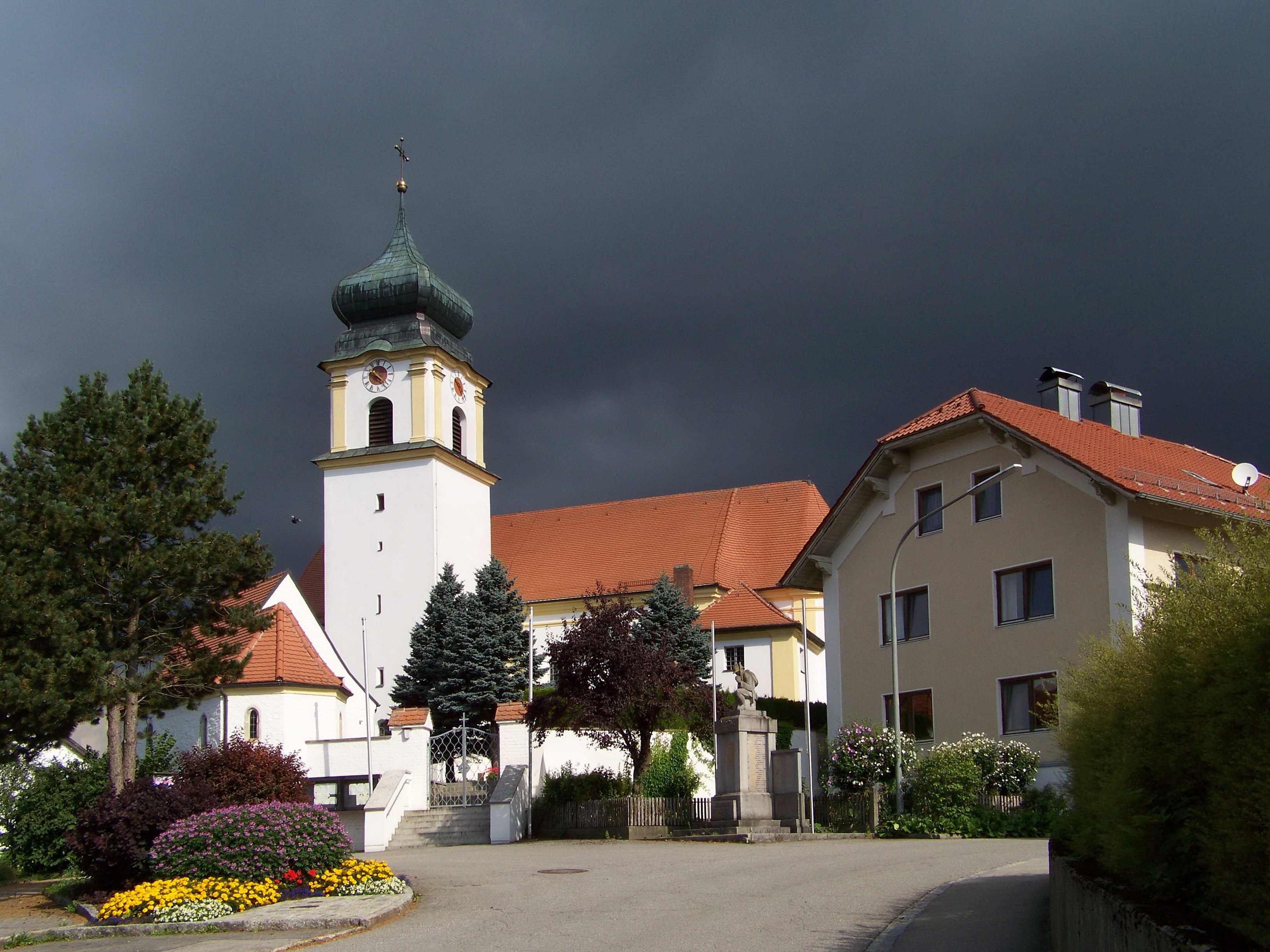
Degernbach, 18e-eeuws rococo-kerkje St. Andreas
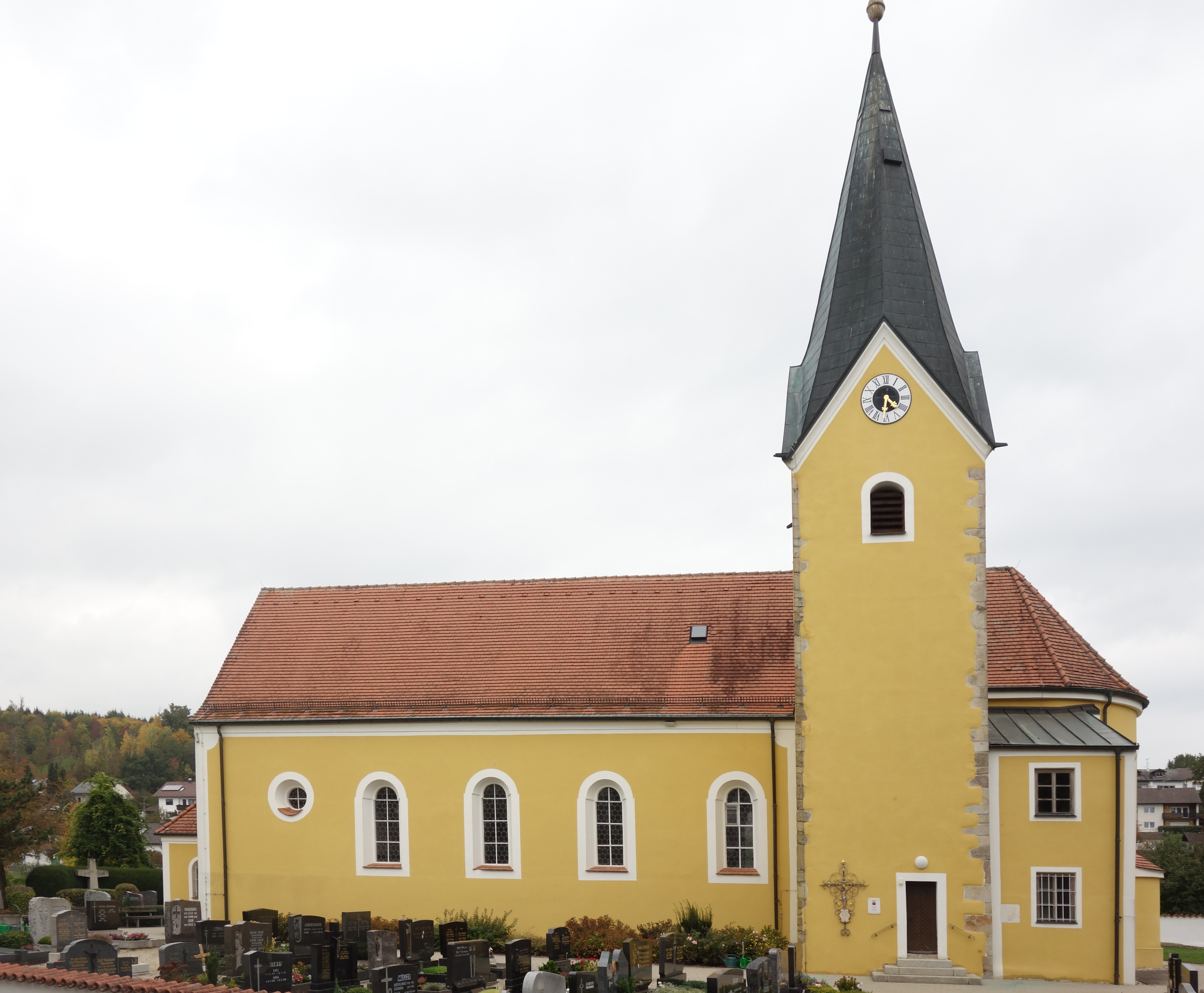
Pfelling, St.-Margarethakerk
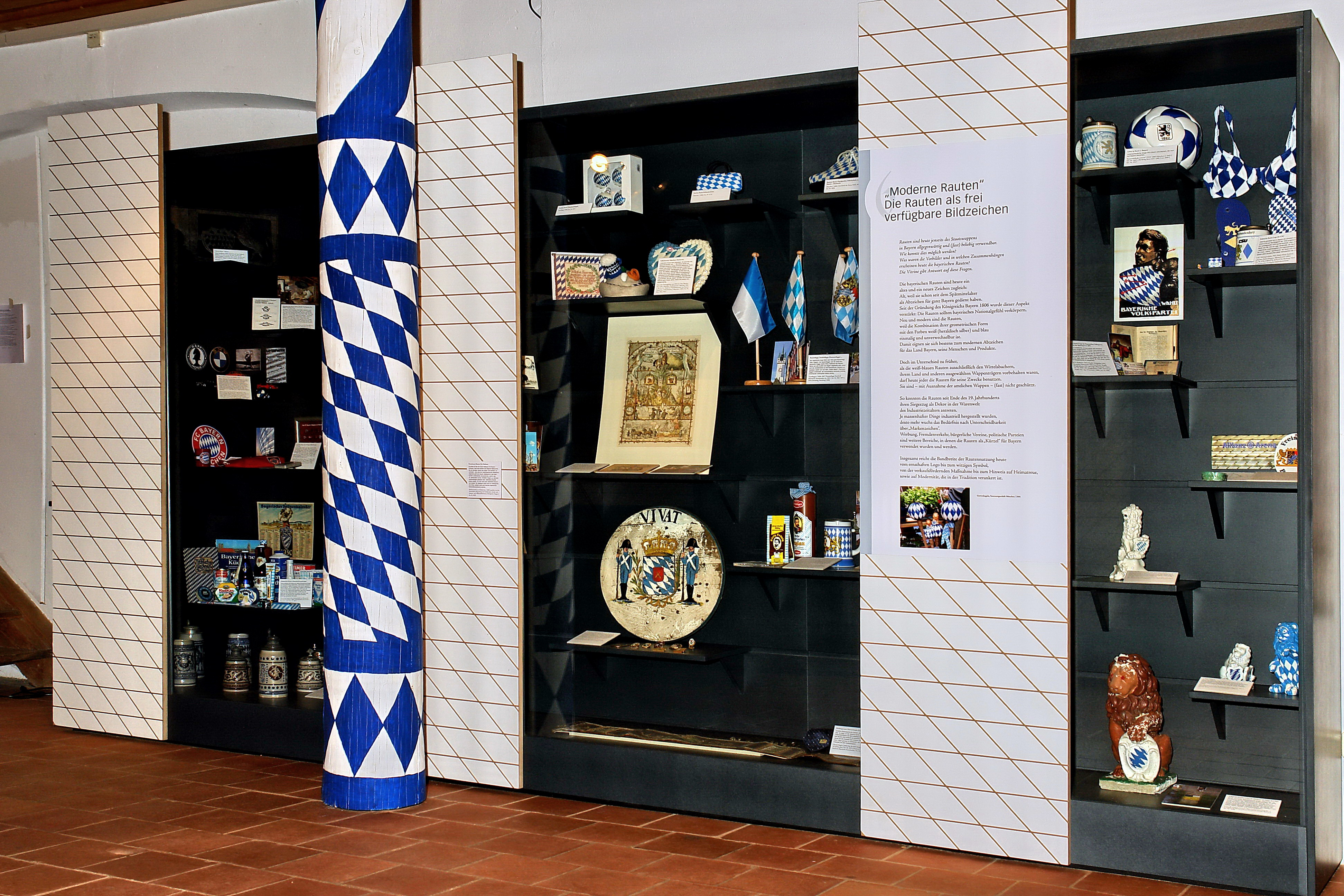
Vertrek in het streekmuseum, gewijd aan de Beierse ruiten

## Partnergemeentes
Bogen onderhoudt jumelages met:
- Arco – Trentino/Zuid-Tirol, Italië, sedert 1983
- Arthez-de-Béarn – Aquitanië, Frankrijk, sedert 1982
- Schotten – Hessen, sedert 2001
- Wilhering – Oostenrijk, sedert 2002
- Sortavala (Russisch: Сортавала) – Karelië, sedert 2009
- Slavonice – Tsjechië, sedert 2012
- Crosne – Frankrijk, sedert 2014